# 醫療程序
醫療程序（medical procedure）或疗程、处置，是旨在借由提供医疗保健服务来达到某种效果的一系列行动过程。
医疗程序中用于确定、测量或诊断患者病情或获得参数的过程也称为医学测试。其他常见的处置类型是疗法（即旨在治疗、治愈或恢复功能或结构），例如外科手术和康复程序。